# Église Saint-Rémy de Saint-Rémy (Calvados)
Pour les articles homonymes, voir Église Saint-Rémi.
L'église Saint-Rémy est une église catholique située à Saint-Rémy, en France.

## Localisation
L'église est située dans le département français du Calvados, dans la commune de  Saint-Rémy. L'église se situe dans un cimetière qui contient un if pluricentenaire d'un diamètre de 6,54 m.

## Historique
L'édifice date du XIIe et est très remanié au XIXe. La paroisse appartenait au diocèse de Bayeux.
En 1827 la commune de Saint-Rémy fusionne avec la commune de La Mousse.

## Architecture
L'édifice a été très remanié au XIXe. Il conserve cependant un clocher, un portail roman, des chapiteaux médiévaux.
L'édifice est inscrit au titre des monuments historiques depuis le 13 avril 1933.

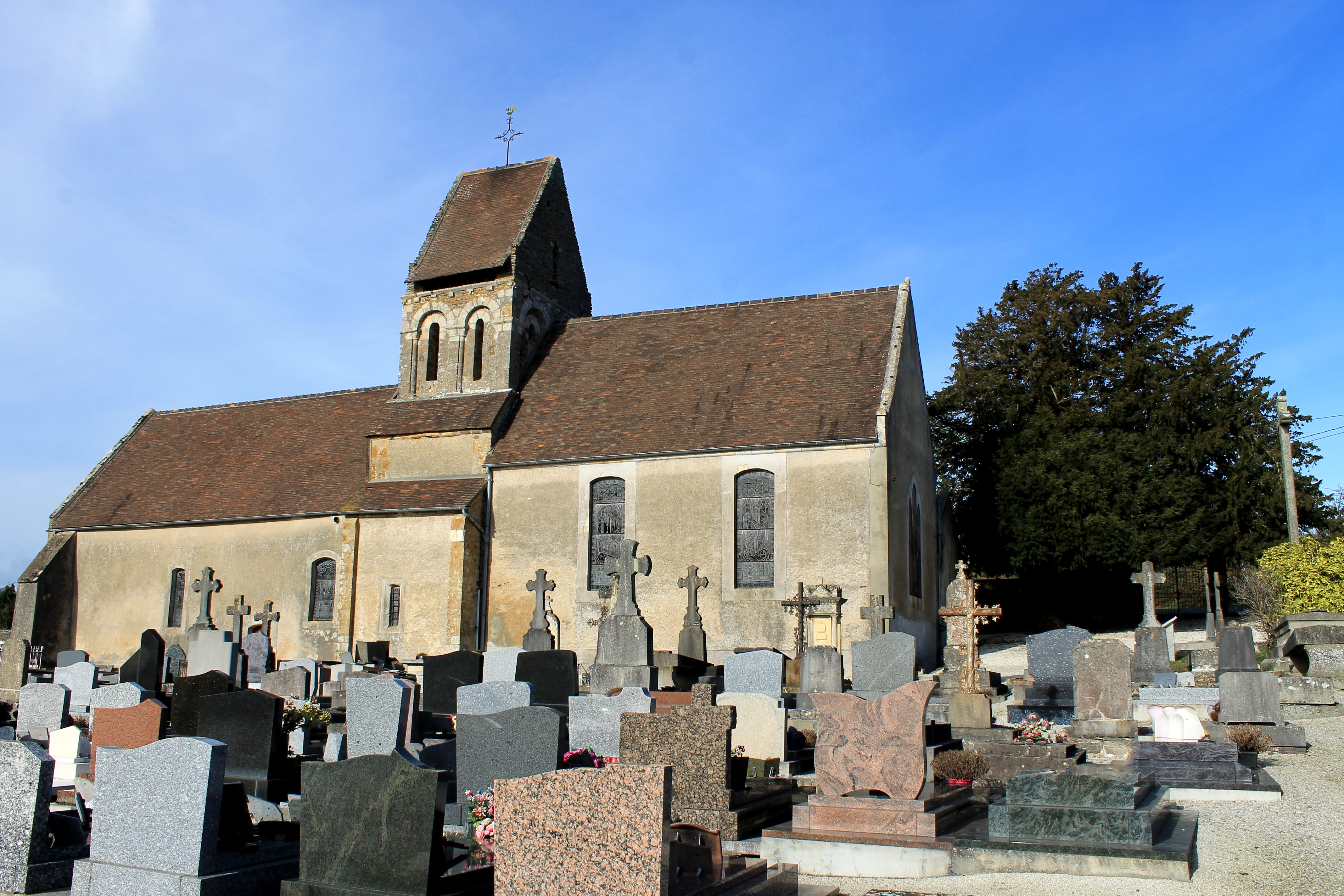
Vue extérieure.
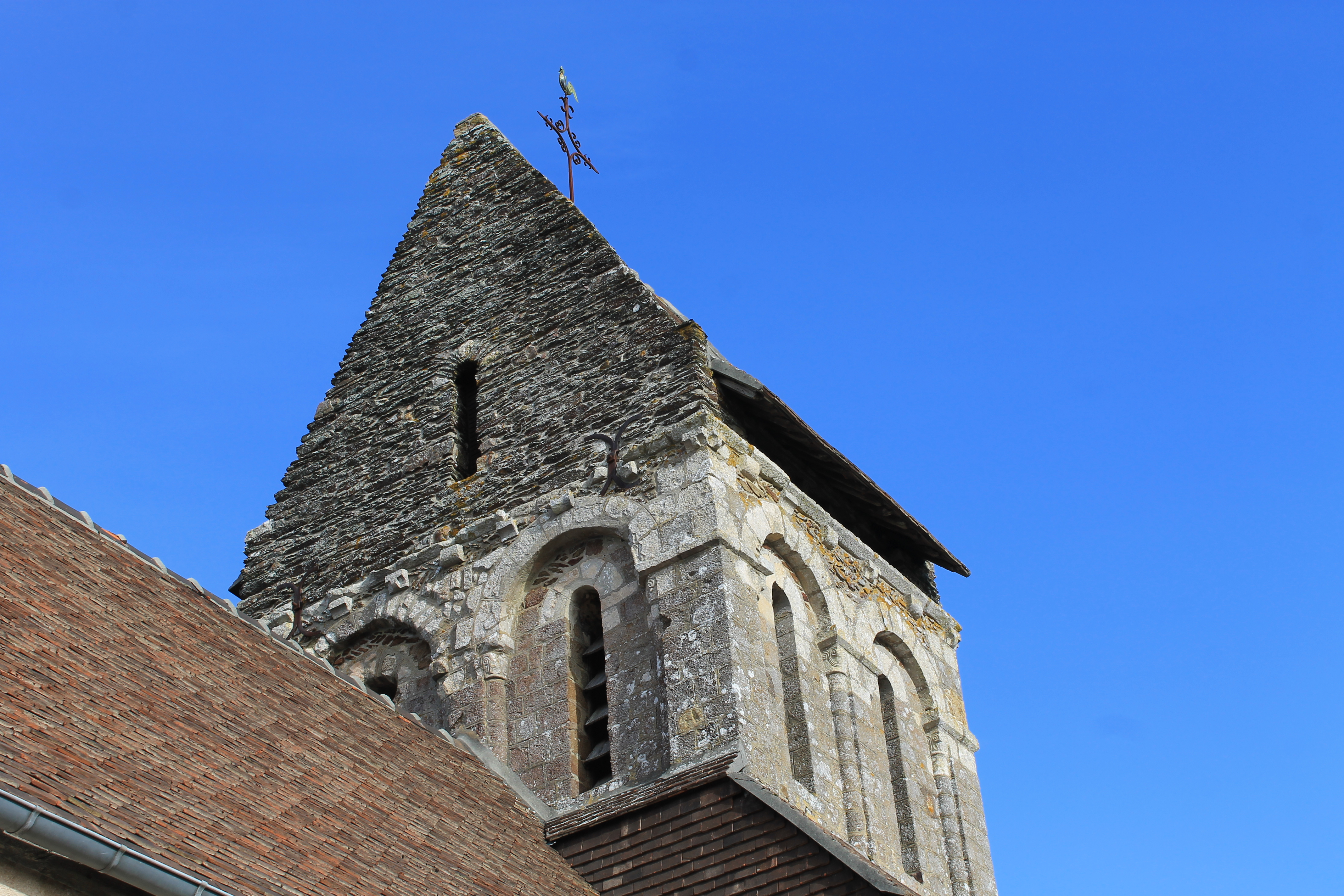
Détail du clocher.
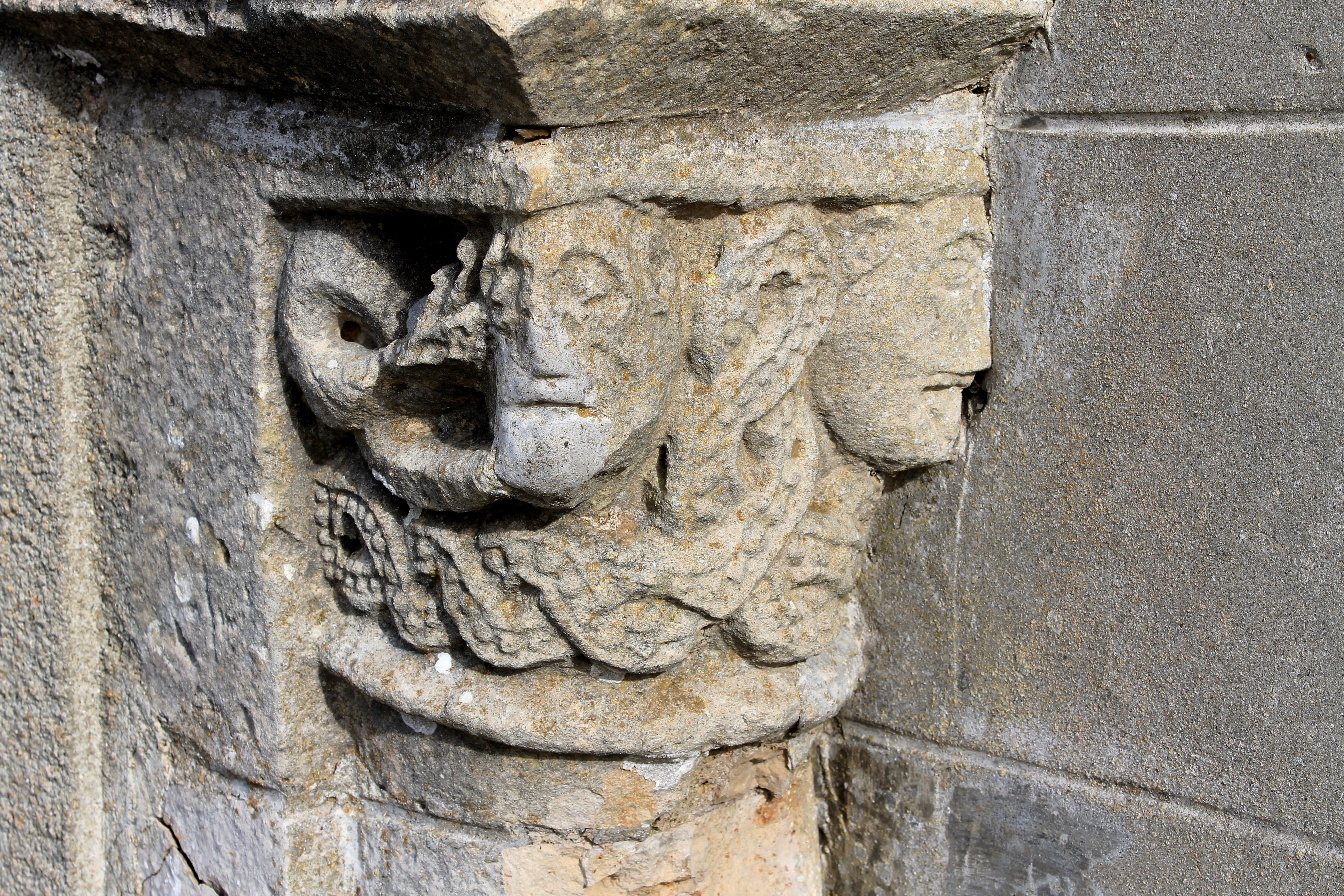
Chapiteau du XIIe.
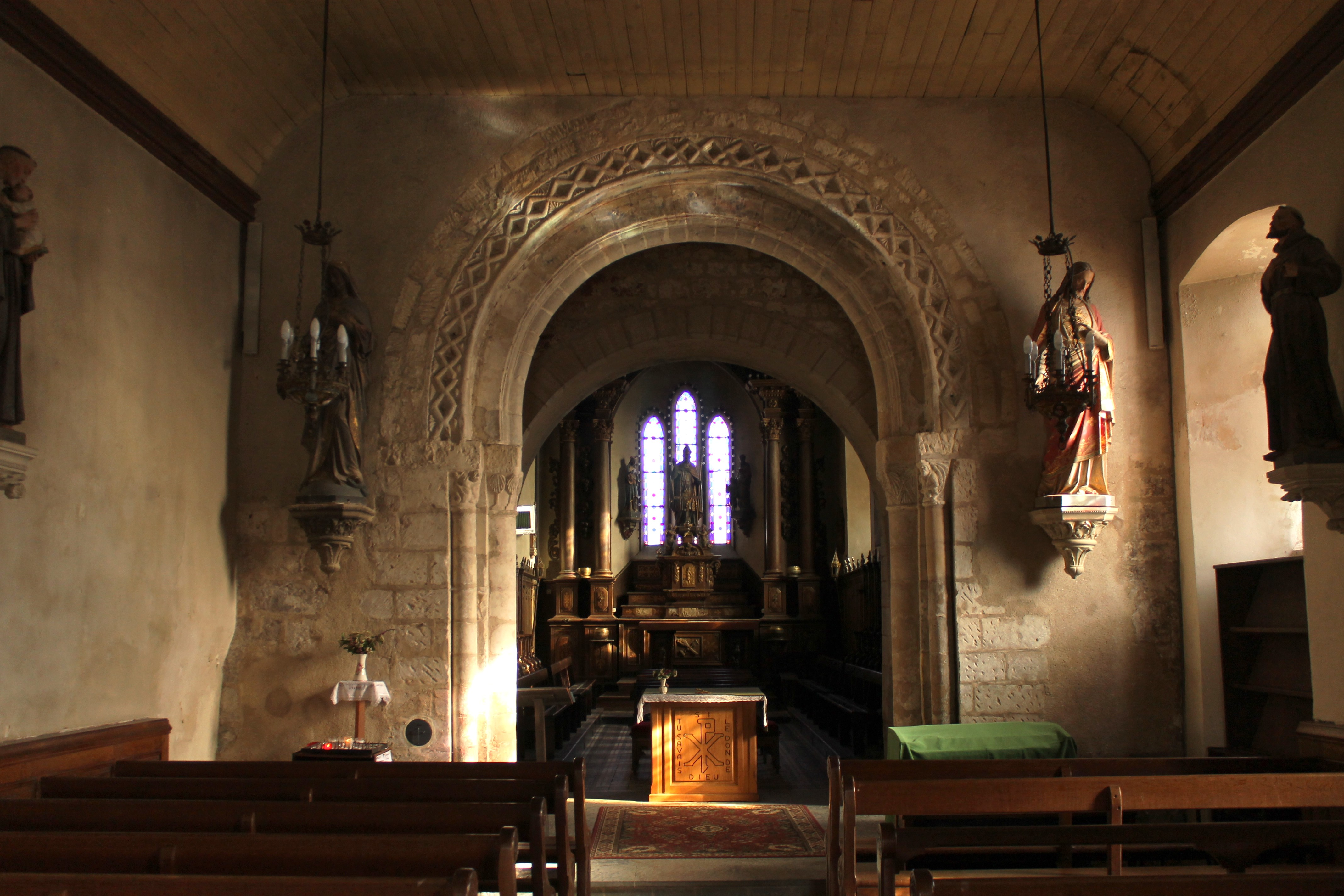
La nef de l'église.
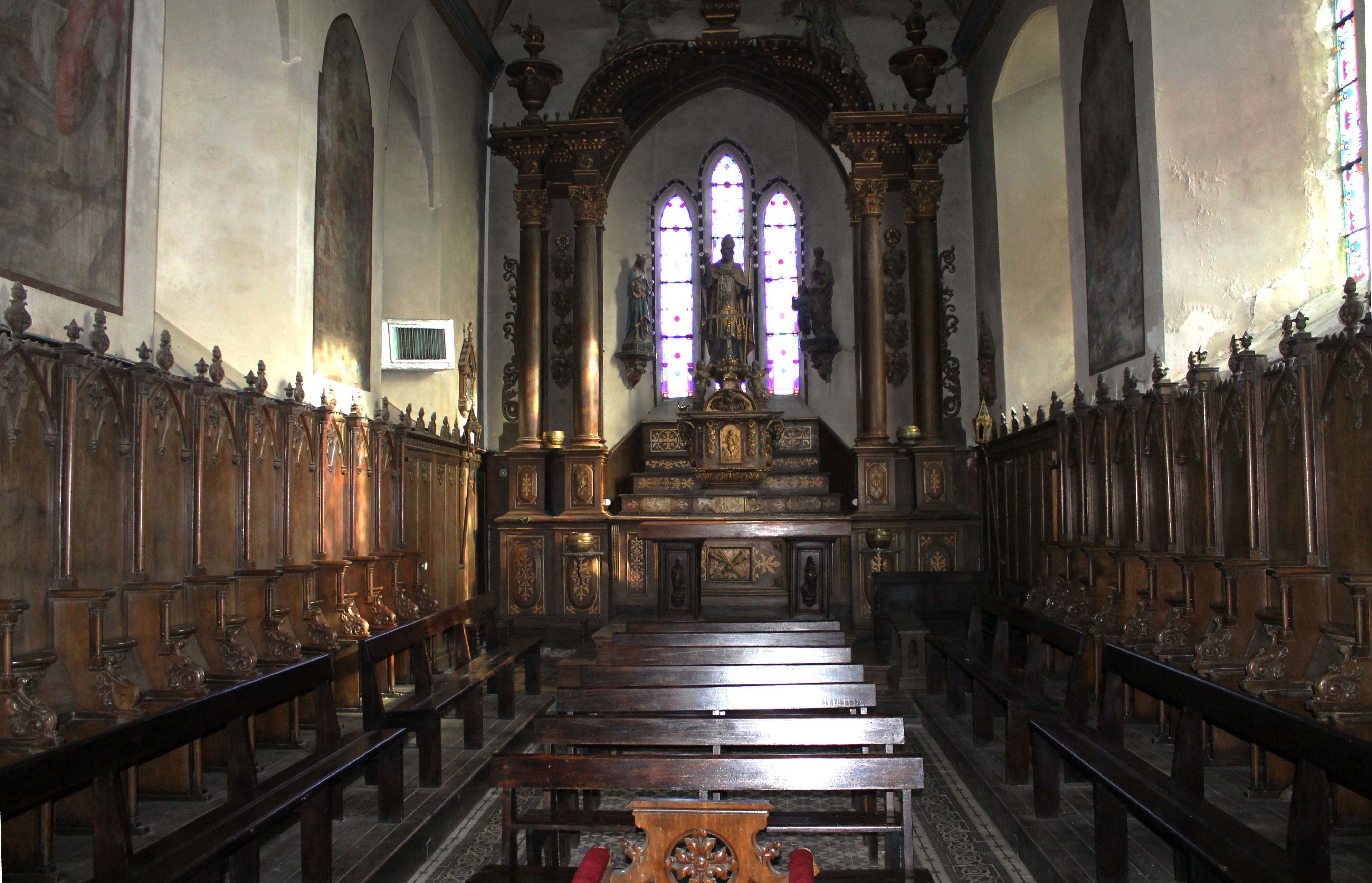
Le chœur et les stalles de l'église.
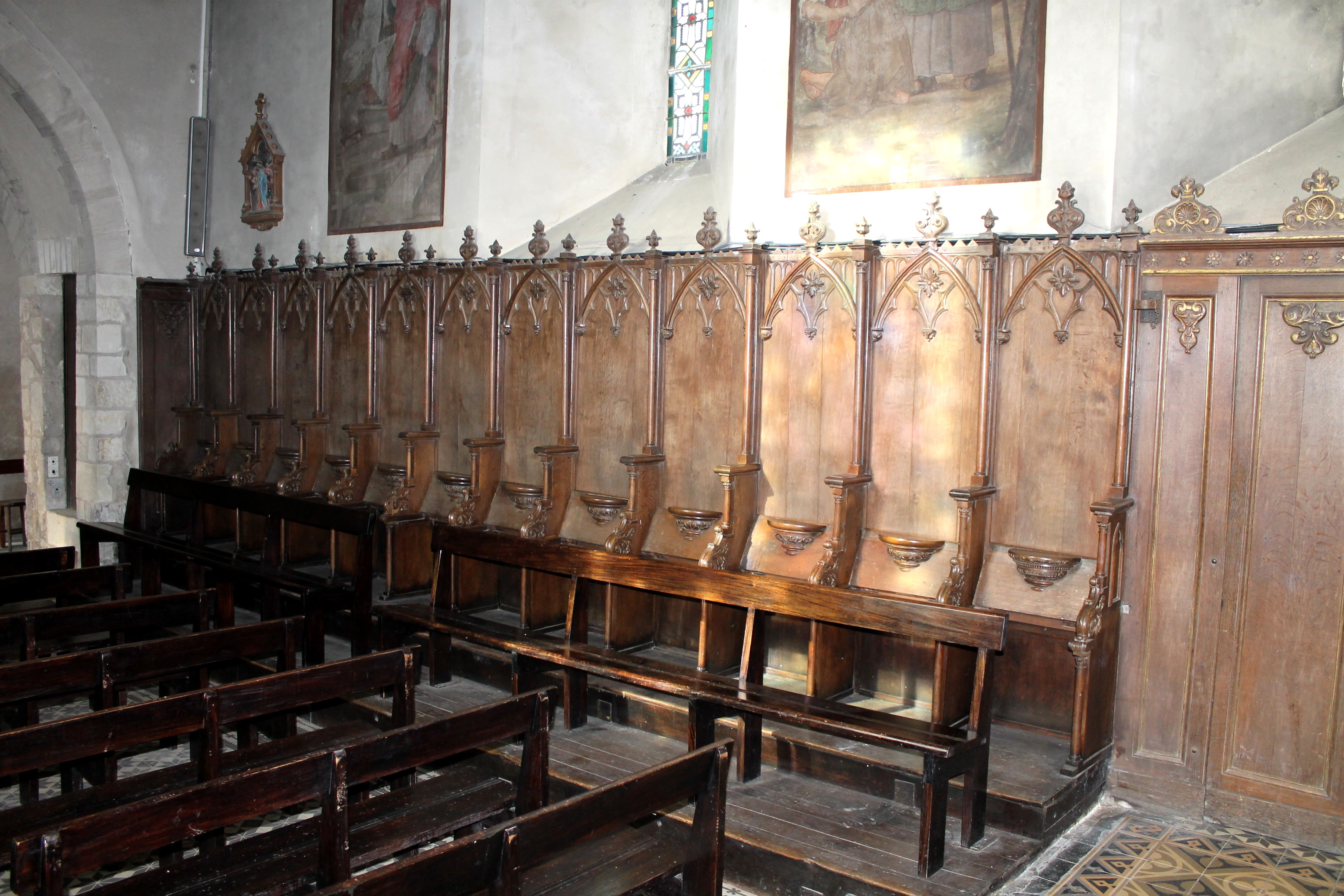
Les stalles dans le chœur.